# Розмах показів
Розмах показів — різниця між найбільшим та найменшим з показів вимірювального приладу за кількох послідовних вимірювань в умовах збіжності одного і того ж значення фізичної величини:
{\displaystyle R=x_{max}-x_{min}}.
Тут {\displaystyle R} - розмах показів, {\displaystyle x_{max}}, {\displaystyle x_{min}} - максимальне та мінімальне значення з показів приладу.
Є однією з нормованих метрологічних характеристик ряду вимірювальних приладів, які мають істотну випадкову похибку.
Розмах показів, як і середнє квадратичне відхилення (СКВ), характеризує випадкову похибку приладу. І хоча середнє квадратичне відхилення вважається фундаментальною харакеристикою, нормування розмаху показів замість СКВ для ряду приладів має певні переваги.
Надійний контроль СКВ приладів вимагає достатньо великої кількості вимірювань (не менше 20), а отже є трудомісткою задачею. В той же час для контролю розмаху, як правило, отримують до п'яти показів.  Таким чином, крім того, що розмах простіше розрахувати, із економічних міркувань для приладів ефективніше нормувати саме розмах.
За значенням розмаху можна оцінити СКВ, спираючись на формулу, яка їх пов'язує:
{\displaystyle R=K_{n}\cdot \sigma },
де {\displaystyle \sigma } - середнє квадратичне відхилення, {\displaystyle K_{n}} - коефіцієнт, значення якого  залежить від закону розподілу показів та числа {\displaystyle n} отриманих показів приладу. Для нормального розподілу ці коефіцієнти табульовані.  Наприклад, для {\displaystyle n}=5  {\displaystyle K_{5}=}  3,126.
Розмах показів не слід плутати з варіацією показів, яка виникає через наявність гістерезису на статичній характеристиці деформаційного чутливого елементу приладів з такими елементами.